# Hoquetus
En música, l'hoquetus és una pràctica principalment vocal que consisteix a alternar una línia melòdica entre diverses veus. Aquesta alternança s'aconsegueix posant silencis en les veus que no fan sonar la melodia. A l'edat mitjana, la melodia que es compartia de manera alternativa entre les diferents veus d'una obra, normalment dues, de manera que quan una veu cantava, la resta estaven callades fins que alguna d'elles recollia la línia melòdica i l'anterior estava en silenci.
Es troba sobretot en la polifonia medieval de l'Ars antiqua i Ars Nova, però també en la música tradicional de l'Amèrica Llatina, Àfrica o Àsia. També podem trobar la tècnica de l'hoquetus en la música del segle XX, en particular en la música minimalista i en la música popular.

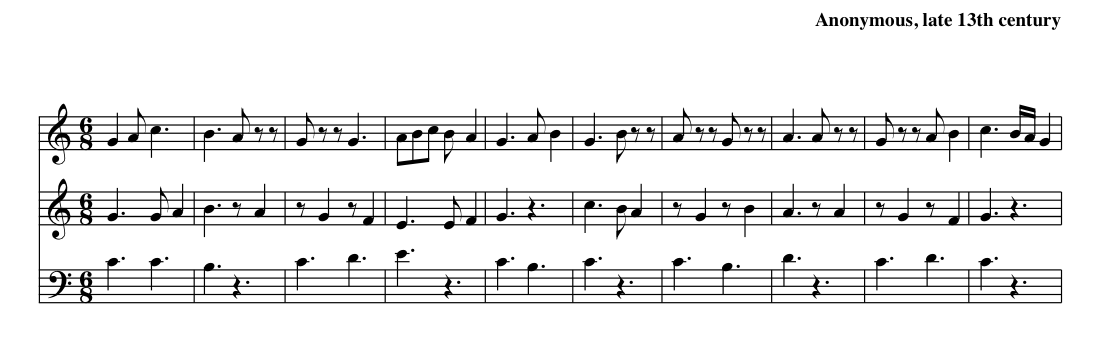
Exemple d'hoquetus (In seculum d'Amiens longum), francès de finals del. Podeu observar la ràpida l'alternança de notes i silencis entre les dues veus superiors. Tot i que aquest exemple és sense text, en general els hoquetus es realitzaven en la música vocal.